# المرتفعات البرازيلية
المرتفعات البرازيلية أو هضبة البرازيل (بالبرتغالية: Planalto Brasileiro‏) هي منطقة جغرافية واسعة النطاق، تضم معظم الأجزاء الشرقية والجنوبية من البرازيل، في كل مناطق الدولة البرية تقريبًا، أو ما يقرب 4500000 كيلو متر مربع (1930511 ميل مربع). أضف إلى ذلك، أن الغالبية العظمى من سكان البرازيل (190.755.799 إحصاء 2010) يعيشون في المرتفعات أو على المناطق الساحلية الضيقة المتاخمة لها.
أسهمت تدفقات الحمم البازلتية في تكوين جزء كبير من المنطقة. ومع ذلك، فإن وقت النشاط الجيوفيزيائي الكبير قد مضى منذ زمن طويل، حيث لا يوجد الآن أي نشاط زلزالي أو بركاني. كما لعبت أيضًا عوامل التعرية دورًا كبيرًا في تشكيل المرتفعات، وتكوين طبقات رسوبية وتآكل الجبال.
المرتفعات البرازيلية معروفة بالتنوع الهائل الموجود بها: حيث يوجد داخل المنطقة العديد من المناطق الإحيائية المتنوعة، والظروف مناخي المتفاوتة إلى حد كبير، وأنواع متعددة من التربة، وآلاف الأنواع من الحيوانات والنباتات.

## الأقاليم الجغرافية الكبرى
يتم عادة تقسيم المرتفعات البرازيلية إلى ثلاث مناطق رئيسية نظرًا إلى حجمها وتنوعها:
- هضبة الأطلسي (Atlantic Plateau)، تمتد على طول الساحل الشرقي للبرازيل، بما في ذلك العديد من سلاسل الجبال. لقد كانت في وقت من الأوقات تغطيها الغابات الأطلسية المطيرة بالكامل تقريبًا، وهي واحدة من أغنى مناطق التنوع البيولوجي في العالم، لا يزال منها 7.3٪ فقط.
- الهضبة الجنوبية (Southern Plateau)، وتقع في الداخل في الأجزاء الجنوبية والجنوبية الوسطى في البلاد. غطت الصخور الرسوبية جزئيًا انسكابات الحمم البازلتية التي تشكل أرضًا خصبة معروفة باسم «الأرض الأرجوانية» (purple land). هناك جزء كبير من هذه المنطقة تغطيه الغابات الأطلسية المطيرة (Atlantic Rainforest)، بينما تكفلت غابة المرتفعات الشمسية ومراعي سيرادو (cerrado) بكثير مما تبقى منها.
- الهضبة الوسطى، وتحتل الأجزاء الوسطى في البرازيل (Brazil)، بالإضافة إلى التكوينات الرسوبية والبلورية. ما يقرب من 85% من مساحتها كانت تغطيه نباتات السيرادو في وقت من الأوقات، ولم يتبق من ذلك سوى جزء صغير.

وبالإضافة إلى مناطق الهضاب، تعتبر العديد من السلاسل الجبلية جزءًا من المرتفعات البرازيلية. وفيما يلي بعض من الأماكن الأكثر أهمية (من الشمال إلى الجنوب):
- سيرا دا بوربوريما (Serra da Borborema)
- شابادا ديامانتينا (Chapada Diamantina)
- سيرا دو إسبنهاكو (Serra do Espinhaço)
- سيرا دو كاباراو (Serra do Caparaó)
- سيرا دا مانتيكيورا (Serra da Mantiqueira)
- سيرا دو مار (Serra do Mar)
- سيرا جيرال (Serra Geral)

تعتبر بيكو دا بانديرا (Pico da Bandeira) في سيرا دو كاباراو (Serra do Caparaó) أعلى نقطة في المرتفعات البرازيلية، ويصل ارتفاعها إلى 2,891 متر (9,485 قدمًا).